# No More "I Love You's"
«No More "I Love You's"» -cuya traducción literal sería: «No más "te quieros"»- es una canción de pop y rock de la banda The Lovers Speaks, escrita por sus integrantes: Joseph Hughes y David Freeman. Fue lanzada en 1986 como primer sencillo de su primer y único álbum de estudio, The Lovers Speaks, a través de la discográfica A&M Records. La cantante escocesa Annie Lennox regrabó la canción en 1995, la cual cosechó éxitos a nivel mundial y le otorgó su segundo Grammy como solista.

## Versión de Annie Lennox
«No More "I Love You's"» fue el primer sencillo lanzado por Annie Lennox de su segundo álbum de estudio, Medusa. La canción ganó el Grammy en la categoría de mejor interpretación vocal pop femenina en la trigésimo octava ceremonia de entrega de dichos premios.

### Listas de popularidad
El sencillo llegó al Top 20 en la mayoría de las listas de popularidad en el mundo. En Reino Unido llegó al segundo puesto de la lista, permaneciendo en ella durante doce semanas; en Estados Unidos logró entrar al Top 25 al alcanzar la posición veintitrés. Por esto, Lennox ganó el premio Grammy por mejor interpretación vocal pop femenina, venciendo a otras candidatas como Mariah Carey, Vanessa L. Williams, Dionne Farris y Bonnie Raitt. En 2010, la cantante Nicki Minaj utilizó un sampler de la canción en su tema «Your Love».

### Video musical
El video (dirigido por Lennox y Joe Dyer) fue nominado a los premios MTV Video Music Awards, en la categoría de mejor video femenino, pero perdió contra «Take a Bow» de Madonna. En él se puede ver a la cantante acompañada de drag queens vestidas de bailarinas de ballet, en un homenaje a Les Ballets Trockadero de Monte Carlo -compañía americana de ballet en donde los protagonistas del baile son hombres-.

### Lista de canciones
| Disco de vinilo de 7" pulgadas |                          |          |  |
| N.º                            | Título                   | Duración |  |
| 1.                             | «No More "I Love You's"» |          |  |
| 2.                             | «Ladies of the Canyon»   |          |  |

| CD 1 |                           |          |  |
| N.º  | Título                    | Duración |  |
| 1.   | «No More "I Love You's"»  | 4:50     |  |
| 2.   | «Ladies of the Canyon»    | 3:40     |  |
| 3.   | «Love Song for a Vampire» | 4:17     |  |

| CD 2 |                                                               |          |  |
| N.º  | Título                                                        | Duración |  |
| 1.   | «No More "I Love You's"»                                      | 4:51     |  |
| 2.   | «Why» (versión extraída de MTV Unplugged)                     | 3:40     |  |
| 3.   | «Cold» (versión extraída de MTV Unplugged)                    | 4:57     |  |
| 4.   | «Walking on Broken Glass» (versión extraída de MTV Unplugged) |          |  |

| Sencillo doble: «Whiter Shade of Pale» / «No More "I Love You's"» |                                              |          |  |
| N.º                                                               | Título                                       | Duración |  |
| 1.                                                                | «A Whiter Shade of Pale»                     | 4:49     |  |
| 2.                                                                | «No More "I Love You's"» (radio edit)        | 4:28     |  |
| 3.                                                                | «No More "I Love You's"» (Junior's club mix) | 7:34     |  |
| 4.                                                                | «No More "I Love You's"» (soundfactory mix)  | 11:40    |  |
| 5.                                                                | «No More "I Love You's"» (tribal mix)        | 8:18     |  |

### Listas
| Lista(1995)                                  | Posición más alta |
| -------------------------------------------- | ----------------- |
| Australia Singles Chart                      | 16                |
| Austrian Singles Chart                       | 11                |
| Belgian (Wallonia) Singles Chart             | 19                |
| Canadian Singles Chart[cita requerida]       | 1                 |
| Dutch Mega Single Top 100                    | 17                |
| Dutch Top 40                                 | 23                |
| French Singles Chart                         | 13                |
| German Singles Chart[cita requerida]         | 27                |
| Irish Singles Chart                          | 2                 |
| Italian Singles Chart[cita requerida]        | 1                 |
| New Zealand RIANZ Singles Chart              | 22                |
| Norwegian Singles Chart                      | 12                |
| Swedish Singles Chart                        | 15                |
| Swiss Singles Chart                          | 14                |
| UK Singles Chart                             | 2                 |
| Billboard Hot 100                            | 23                |
| Billboard Hot Dance Club Play                | 1                 |
| Billboard Hot Dance Music/Maxi-Singles Sales | 2                 |
| Billboard Hot Adult Contemporary Tracks      | 10                |
| Billboard Top 40 Mainstream                  | 23                |

| Lista de fin de año (1995) | Posición |
| -------------------------- | -------- |
| French Singles Chart       | 89       |
| Billboard Hot 100          | 78       |

| Predecesor: «Believe» de Elton John                | Sencillo número uno - Revista RMP 15 de mayo de 1995 - 22 de mayo de 1995                             | Sucesor: «Have You Ever Really Loved a Woman?» de Bryan Adams |
| Predecesor: «Come and Get Your Love» de Real McCoy | Sencillo número uno - Billboard Hot Dance Club Play 2 de septiembre de 1995 - 9 de septiembre de 1995 | Sucesor: «Everybody Be Somebody» de Ruffneck                  |